# Bjerke/Hagerup/Kalvik
Bjerke/Hagerup/Kalvik är ett musikalbum med Finn Kalvik, der Kalvik har satt musik till dikter av Inger Hagerup och André Bjerke. Albumet utgavs 2007 av skivbolaget DaWorks Music Publishing.

## Låtlista
1. "Den ene dagen" (Inger Hagerup) – 3:11
2. "Oslohøst" (André Bjerke) – 3:45
3. "Minuttene" (André Bjerke) – 3:19
4. "Til smerten" (Inger Hagerup) – 2:35
5. "Byen" (André Bjerke) – 3:10
6. "Detalj av usynlig november-landskap" (Inger Hagerup) – 3:28
7. "Veslefrikk med fela" (André Bjerke) – 3:01
8. "I ren distraksjon" (André Bjerke) – 1:35
9. "Mot sterke smerter" (Inger Hagerup) – 3:24
10. "Holger trubadurs vise" (André Bjerke) – 4:05
11. "Strofe med vinden" (Inger Hagerup) – 2:44
12. "Berceuse" (André Bjerke) – 5:53

- All musik av Finn Kalvik
- Textförfattare inom parentes
- Spår 11 och 12 är akustiska bonusspår

## Medverkande
Musiker
- Finn Kalvik – sång, gitarr, körsång
- Stein Berge Svendsen – keyboard, harmonium, arrangement
- Kjell Harald Litangen – gitarr, banjo, dobro, mandolin, bouzouki, sitar, slidegitarr
- Lars Tinderholt – akustisk bas
- Gunnar Augland – trummor, percussion
- Frøydis Grorud – flöjt
- Lise Sørensen – violin
- Kjersti Rydsaa – cello
- Marian Lisland – sång, körsång

Produktion
- Stein Berge Svendsen – musikproducent, ljudtekniker
- Tore Teigland – ljudtekniker, ljudmix
- Morten Lund – mastering
- Odd Ragnar Lund – fotograf
- Jørn Dalchow – omslagsdesign